# Дейвид Хюм
Дейвид Хюм (на английски: David Hume) е шотландски икономист, философ и историк. Заедно с Адам Смит той е една от най-влиятелните личности в Шотландското просвещение. Мнозина смятат, че Хюм е третият и най-радикалният от така наречените Британски емпирици, след англичанина Джон Лок и англо-ирландеца Джордж Бъркли.
Смята се, че основните черти на философията на Хюм са скептицизмът и натурализмът. Именно върху тези две различни концепции се изграждат и различните тълкувателни школи върху Хюм. Едната, която акцентира върху скептицизма, е с главни представители Томас Рид, Грийн и логическите позитивисти, а другата, която акцентира върху натурализма, се представлява от Дон Гарет, Норман Смит и Гален Стросън.

## Биография
Дейвид е роден на 7 май (26 април стар стил) 1711 г., вторият син в семейството на Жозеф Хюм (Home) от Найнуелс, адвокат и Катрин, дъщеря на сър Дейвид Фалконър, в Единбург. Баща му умира, когато Дейвид е много малък, скоро след втория му рожден ден, и той заедно с брат си и сестра си са отгледани от майката, която не се омъжва повторно. Дейвид променя правописа на фамилията си от Home на Hume през 1734 г. поради факта, че произношението на Home като „Хюм“ не е известно в Англия. През целия си живот Хюм, който никога не се е женил, се завръща от време на време в семейния си дом в Найнуелс в Беруикшир, който принадлежи на рода му от шестнадесети век. Неговото финансово положение като младеж е скромно, тъй като семейството не е богато, а като по-малък син не му се полага голямо наследство, от което да преживява. Ето защо той е принуден да изкарва прехраната си.
На 10 или 11 години, насърчен от майка си, Дейвид започва да посещава Единбургския университет заедно с брат си, което е необичайно рано, като нормалната възраст е 14 години. Изучава латински и гръцки, история и литература, древна и съвременна философия, малко математика и натурфилософия. Първоначално, заради семейната традиция, той замисля да завърши право, но много бързо развива „непреодолимо отвращение към всичко останало, освен към философията и общото знание“. Той не изпитва уважение към професорите от своето време, казвайки на приятел през 1735 г., че „няма какво да се научи от един професор, което не може да бъде постигнато в Книгите“. Хюм не се дипломира, но започва самостоятелно обучение, като иска да стане „учен или философ“ и следва наситена програма от четене и размишления в продължение на три години. Интензивните му самотни занимания довеждат до психологическа криза, която докторът му свързва с много учене и му предписва по-активен живот. След като здравето му се подобрява, той развива голям апетит и от висок и слаб човек се превръща в доста пълен мъж и до края на живота си е известен с любовта си към портвайн и сирене.
През 1734 г. се премества в Бристол, където известно време работи в една търговска къща, но след няколко месеца се отказва и заминава за Франция, където прекарва три години. След като посещава Париж и Реймс, се установява в Ла Флеш, където в йезуитския колеж преди век е учил Декарт, и живее там две години. Тук той чете френски и други европейски автори и се впуска в разгорещени спорове с йезуитите. Към това време Хюм не само окончателно е отхвърлил религиозната вяра, в която е възпитаван в семейството и университета, но се опълчва остро на организираната религия въобще и това му отношение се запазва през целия му живот. През 1734 г., когато е само на 23 г., започва да пише Трактат за човешката природа.
Хюм се връща в Англия през 1737 и подготвя Трактата за печат, като прави значителни съкращения, за да не скандализира с радикалните си възгледи. Книгата не прави някаква сензация, но значително допринася за изграждането на репутацията му на атеист и скептик. Следват Essays, Moral and Political (1741 – 42), които имат по-голям успех. Окуражен, Хюм решава да се захване с академична кариера, но търпи провал: кандидатурата му за завеждащ катедрата по етика и философия на Университета в Единбург през 1745 г. среща значителна съпротива, не на последно място заради Трактата. Шест години по-късно той подава документи в катедрата по логика в Университета в Глазгоу, но също му е отказано. Тогава той вече е публикувал Philosophical Essays, които са откровено антирелигиозни. Дори Адам Смит, негов личен приятел и предшественик на този пост, е срещу кандидатурата му поради опасения от негативно обществено мнение. Хюм така и никога не заема академичен пост през живота си.
През 1746 г. е назначен за секретар на своя братовчед генерал-лейтенант Джеймс Сент Клер, член на парламента от вигите, и го съпровожда на дипломатически мисии във Виена и Торино. Остава на тази служба три години и по това време пише An Enquiry concerning Human Understanding, в което включва някои централни идеи, публикувани в Трактата, но и редица непубликувани откъси, както и първата си автобиография. През 1751 излиза An Enquiry concerning the Principles of Morals, а през 1752 Political Discourses. Написан през 1749, това според него е единственият труд, пожънал успех още при първата му публикация.
През 1750 година Дейвид Хюм се запознава с Адам Смит, който е по-млад от него с повече от десет години. Въпреки това, в своите трудове в областта на историята, политиката, философията, икономиката и религията, Смит и Хюм са свързани по-тясно помежду си, отколкото с всеки друг от водещите фигури на шотландското Просвещение.
Хюм се завръща в Единбург през 1751 г. и скоро получава покана да стане библиотекар в правния факултет на университета. Това му дава възможност да започне нов проект, History of England, публикуван в шест тома между 1754 и 1762 и пожънал голям успех, което му дава дълго търсената финансова независимост. Дори и постигнал успех, той е принуден да се съобразява със силното влияние на църквата и се въздържа да обнародва някои от най-скандалните си идеи относно религията.
През 1763 Хюм е назначен за личен секретар на британския посланик в Париж. По време на тригодишния си престой той е повишен до секретар на посолството и шарже д'афер. Известен е с предпочитанията си към добра храна и вино и без да отказва внимание на дамите, Хюм става много популярен в парижките салони, където общува с прочути европейски интелектуалци. След като на 6 септември 1765 г, преследваният във Франция заради трудовете си Жан-Жак Русо е нападнат с камъни и в Швейцария, Хюм му помага да намери убежище във Великобритания.
Хюм се завръща в Единбург през 1769 и си построява собствена къща, където прекарва останалите години от живота си спокойно, в срещи и разговори с приятели, които според собствените му думи произхождат не само от научните литературните среди. Посвещава значително време на преработка на трудовете си и подготвяйки нови издания: Essays and Treatises, двете Enquiries, A Dissertation on the Passions, и The Natural History of Religion, (прави впечатление отсъствието на A Treatise of Human Nature).
През 1775 г. Хюм заболява от рак на червата. Предчувствайки края на живота си си урежда най-спорният му труд, Dialogues concerning Natural Religion, да бъде публикуван посмъртно и съставя кратка автобиография „My Own Life“. До смъртта си през 1776 обитава дома си на площад Сейнт Андрю (днес на номер 21 на улица Сейнт Дейвид: градската легенда твърди, че е наименувана на Дейвид Хюм).

## Основни идеи
Дейвид Хюм е известен със своята критика на каузалността (причинно-следствената връзка), както и с анализа на проблема за индукцията.
Възприятията. Според него цялото познание произтича от възприятията. А те от своя страна се състоят от впечатления и идеи.
Впечатленията. Впечатления са всички видове усещания (сетивните данни получени отвън) и рефлексии (впечатления върху вътрешни състояния). По такъв начин впечатленията са по-живи от идеите и ги предшестват – „И най-живата мисъл отстъпва пред най-слабото усещане“, „всички наши идеи или по-слаби възприятия са копия на нашите впечатления или на по-живите възприятия“ (от „Изследване върху човешкия разум“, гл II, За произхода на идеите).
Идеите. Идеите са просто спомени от впечатления. Когато впечатленията се възпроизвеждат от паметта или въображението, то тогава се формират прости идеи. А от съчетанието на прости идеи, посредством законите за асоцииране на идеите, се създават сложните идеи. Принципите за асоциация на идеите са три: сходство, близост по време или място, причина (действие).

## Религиозни възгледи
Макар да е писал много за религията, личните възгледи на Хюм са неясни и има много дискусии относно неговата религиозна позиция. Съвременниците го смятали за атеист или поне за нехристиянин, а Шотландската църква сериозно обмисляла да повдигне обвинения за неверие срещу него. В творби като „Суеверие и ентусиазъм“ Хюм изглежда подкрепя стандартните религиозни възгледи за своето време и място. Това не означава, че той не може да бъде много критичен към Католическата църква, критикувайки я със стандартните протестантски обвинения за суеверие и идолопоклонство, както и да отхвърли като идолопоклонство това, което неговите сънародници виждат като нецивилизовани вярвания. Той смята също, че екстремните протестантски секти, членовете на които той нарича „ентусиасти“, корумпират религия. В своята „Природна история на религията“, Хюм представи аргументи, които предполагат, че политеизмът е по-достоен за похвала за монотеизма.

## Политически възгледи
Канадският философ Нийл Макартър пише, че Хюм е вярвал, че трябва да се опитаме да балансираме идеята за свобода с необходимостта от силен авторитет. Макартър характеризира Хюм като „предпазлив консерватор“, чиито действия биха били „определени от благоразумните опасения за последствията от промяната, които често изискват да игнорираме нашите собствени принципи за това какво е идеално или дори легитимно“. Хюм поддържа свободата на пресата и симпатизира на демокрацията, когато е подходящо ограничена. Американският историк Дъглас Адейър твърди, че Хюм е бил вдъхновение за писанията на Джеймс Мадисън и по-специално за есето „Федералист № 10“.
Хюм е предложил своето виждане за най-добрия тип общество в есе под надслов „Идея за съвършена общност“, в което се посочва най-добрата форма на управление. Той се надява, че "в бъдеще може да се предостави възможност за намаляване на теорията на практика, или чрез разпадане на някое старо правителство, или чрез комбинация от хора, за да се създаде нова, в някаква далечна част на света. Той защитава строго разделение на властите, децентрализация, подкрепа за всеким който ограничава властта на духовенството. Системата на швейцарската милиция е предложена като най-добрата форма на защита. Изборите трябваше да се провеждат ежегодно, а представителите да бъдат неплатени. Политическите философи Лео Щраус и Джоузеф Кропси, които пишат мислите на Хюм за „мъдрия държавник“, отбелязват, че той „ще понесе уважение към онова, което носи белезите на възрастта“. Също така, ако той желае да подобри конституцията, неговите иновации ще вземат предвид „древната тъкан“, за да не се смущава обществото.
В политическия анализ на философа Джордж Сабине скептицизмът на Хюм се разпростира върху доктрината на правителството чрез съгласие. Той отбелязва, че „верността е навик, приложен от образованието и следователно толкова част от човешката природа, колкото всеки друг мотив“.
През 1770-те години Хюм критикува британската политика спрямо американските колонии и се застъпва за американската независимост. Той пише през 1771 г., че „нашият съюз с Америка ... в природата на нещата не може да продължи дълго“.

## Икономически възгледи
Хюм изразява възгледите си като икономист в своите политически дискурси, включени в есета и трактати, посветени на морала и политиката. Доколко е бил повлиян от Адам Смит е трудно да се определи, но двамата са имали сходни принципи, обусловени от историческите събития. В същото време Хюм не излага конкретна систематизирана икономическа теория, която може да се види в Богатството на народите на Смит. Той обаче въвежда няколко нови идеи, около които е построена „класическата икономика“ от 18 век. Чрез дискусиите си за политиката Хюм развива много идеи, които преобладават в областта на икономиката. Сред тях са идеите за частната собственост, инфлацията и външната търговия. Позовавайки се на своето есе „Търговският баланс“, икономистът Пол Кругман отбелязва, че „Дейвид Хюм създава това, което считам за първи истински икономически модел.“
За разлика от Лок, Хюм смята, че частната собственост не е естествено право, защото ресурсите са ограничени. Частната собственост би била неоправдана, ако всички стоки са в неограничено количество и свободно достъпни. Хюм също вярва в неравномерното разпределение на собствеността, защото идеалното равенство би унищожило идеите за икономия и индустрия. Следователно перфектното равенство ще доведе до обедняване.